# Estradasphere
Estradasphere var en amerikansk musikgrupp, bestående av sex multiinstrumentalister som började spela ihop under det sena 1990-talet. Bandet är svårt att kategorisera, då de spelade inom så pass många olika musikstilar. Några av dessa är jazz, klassisk musik, surfrock och heavy metal.

## Medlemmar
Senaste medlemmar
- Tim Smolens – ståbas, basgitarr, sång (också ljudtekniker och musikproducent)
- Timb Harris – violin, trumpet, mandolin, gitarr, sång
- Jason Schimmel – gitarr, keyboard, banjo, sång
- Lee Smith – trummor
- Kevin Kmetz – tsugaru shamisen, gitarr, keyboard
- Adam Stacey – dragspel, keyboard, sång

Tidigare medlemmar
- David Murray – trummor
- John Whooley – saxofon, dragspel, sång

## Diskografi
Studioalbum
- Web Of Mimicry (2000	)
- The Silent Elk Of Yesterday (2001)
- Buck Fever (2001)
- Quadropus (2003)
- Passion For Life (CD + DVD-V) (2004)
- Palace Of Mirrors (2006)

EP
- The Pegasus Vault EP (2008)

Video
- These Are The Days (VHS/DVD) (2001)
- Palace Of Mirrors Live (DVD) (2007)